# Tubbreva minutula
Tubbreva minutula är en snäckart som först beskrevs av Powell 1937.  Tubbreva minutula ingår i släktet Tubbreva och familjen Cingulopsidae. Inga underarter finns listade i Catalogue of Life.